# Aeroporto di Milano-Malpensa
L'aeroporto internazionale Milano-Malpensa "Silvio Berlusconi" (IATA: MXP, ICAO: LIMC) è un aeroporto intercontinentale italiano, principale aeroporto di riferimento di Milano, situato nell'Alto Milanese, in provincia di Varese.
È gestito dalla Società Esercizi Aeroportuali (SEA) ed è il secondo aeroporto italiano per traffico passeggeri dopo l'aeroporto di Roma-Fiumicino, il 9º aeroporto del mondo e il 6º in Europa per numero di Paesi serviti con voli di linea diretti. Nel 2024 sono transitati dall'aeroporto di Malpensa 28,9 milioni di passeggeri e 731.640,8 tonnellate di merci confermandolo il primo aeroporto d'Italia per traffico merci e secondo aeroporto d'Italia per traffico passeggeri. Assieme all'aeroporto di Milano-Linate e all'aeroporto di Bergamo-Orio al Serio forma il sistema aeroportuale di Milano con 56,9 milioni di passeggeri (anno 2024), vale a dire il primo sistema aeroportuale in Italia (il secondo sistema aeroportuale italiano è quello di Roma con 53 milioni di passeggeri nel 2024).
A Malpensa sono basate diverse compagnie aeree, quali EasyJet, Ryanair e Wizz Air; è hub per la compagnia aerea cargo Cargolux Italia e la compagnia passeggeri Neos. L'aeroporto dispone di due terminal: il Terminal 1 è utilizzato dai voli di linea, charter e low cost, con l'eccezione della compagnia EasyJet, che invece utilizza in modo esclusivo il Terminal 2.

## Ubicazione
Lo scalo è ubicato in provincia di Varese e occupa porzioni dei territori dei comuni di Cardano al Campo, Somma Lombardo, Casorate Sempione, Ferno, Lonate Pozzolo, Samarate e Vizzola Ticino. La sua ubicazione all'interno del Parco Lombardo della Valle del Ticino (dal 2022 incluso dall'UNESCO nella Rete mondiale di riserve della biosfera) ha contrassegnato gli sviluppi delle piste e delle infrastrutture correlate. Si trova inoltre a pochi chilometri dal confine regionale tra Lombardia e Piemonte, più precisamente tra le province di Varese e Novara.

## Etimologia
Il nome Malpensa deriva dalla vicina corte lombarda di Cascina Malpensa, che è situata a Somma Lombardo. La cascina, sorta alla fine del secolo XVIII, venne costruita su un'area precedentemente mai sfruttata a causa dell'acidità del terreno che faceva morire qualsiasi pianta, proprio per questo si guadagnò presto il nomignolo di "Mal pensàa" che in lingua lombarda significa "mal pensata". Il toponimo è attestato anche altrove in Lombardia (ad esempio, la Malpensata è un quartiere della città di Bergamo nonché di varie contrade in provincia di Lecco). Pertanto, etimologicamente, la pronuncia corretta del nome dovrebbe essere accentata sulla sillaba finale del participio passato (mal pensà). L'aeroporto viene solitamente indicato al femminile (la Malpensa).

## Storia

### Origini
Nel 1909 gli industriali Giovanni Agusta e Gianni Caproni avevano creato presso la cascina Malpensa un campo d'aviazione per far volare i propri prototipi; con l'aggiunta di alcune strutture militari il campo crebbe e divenne anche campo scuola di pilotaggio. Nel 1917 vi operava la locale Sezione Difesa dotata di Savoia-Pomilio SP.2 e dall'aprile 1918 di Savoia-Pomilio SP.3.

### Aeroporto Città di Busto Arsizio

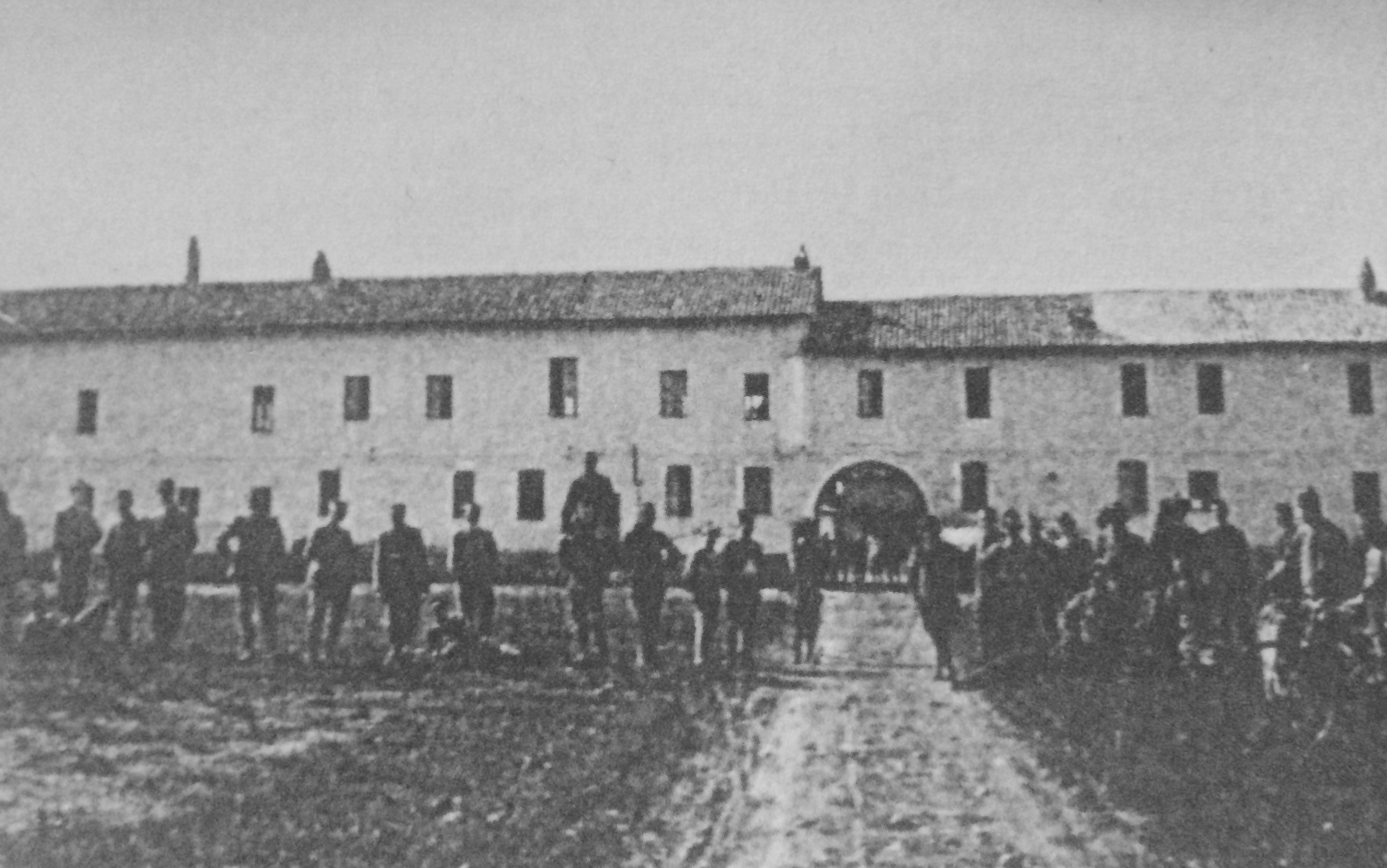
Cascina Malpensa in una foto d'epoca, quando era adibita a uso militare. Da questa corte lombarda ha preso il nome l'Aeroporto di Milano-Malpensa

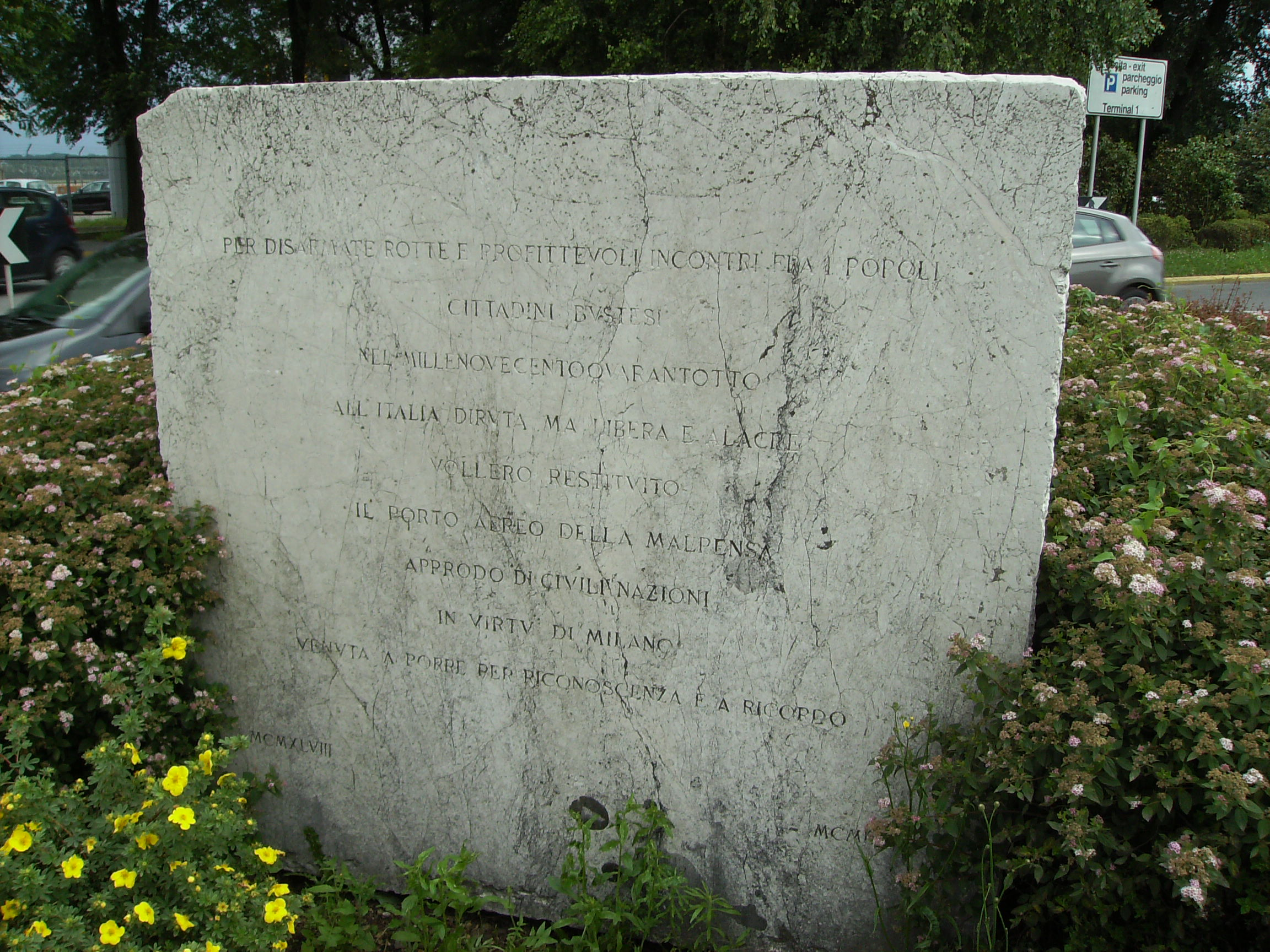
Ceppo commemorativo ai cittadini di Busto Arsizio

Dopo la seconda guerra mondiale, il 28 maggio 1948 alcuni industriali e politici della zona, capeggiati dal cavaliere Benigno Ajroldi, presidente dell'allora Banca Alto Milanese, si fecero carico del ripristino postbellico e ne assunsero la gestione con l'obiettivo di farne nodo di sviluppo per l'industria dell'Altomilanese. La pista di volo, danneggiata dalle truppe tedesche al momento della loro ritirata alla fine della seconda guerra mondiale, venne ripristinata e allungata a 1 800 metri, e l'aeroporto fu dotato di una piccola aerostazione costituita da una baracca in legno. Il 21 novembre 1948, con l'atterraggio di un quadrimotore Breda BZ308 pilotato dall'asso dell'aviazione Mario Stoppani, venne ufficialmente aperto al traffico civile e assunse la denominazione di Aeroporto Città di Busto Arsizio.
Alla fine del primo anno d'attività (1949), sull'aeroporto di Malpensa si registrarono in arrivo e in partenza 1 366 velivoli, 12 287 passeggeri e un movimento di merci di 593 tonnellate. Il 2 febbraio 1950, alla presenza dell'ambasciatore degli Stati Uniti d'America in Italia James Dunn, venne effettuato con un Lockheed Constellation della TWA, il primo collegamento aereo diretto con New York. Dal 1949 al 1952 gli aerei assistiti annualmente passarono da 683 a 1 736 e i passeggeri da 11 401 a 56 963. Nel 1952 operavano su Malpensa una decina di compagnie aeree straniere, oltre ad Alitalia e LAI, con una dozzina di voli giornalieri in totale.
Nella primavera del 1952, il Comune di Milano entrò nella Società Aeroporto di Busto fino ad assumerne progressivamente il controllo. Allo stesso tempo lo Stato, con la "Convenzione del 23 aprile", affidava per vent'anni la costruzione, l'allestimento e l'agibilità dell'aeroporto, civile e privato, alla società.
Il problema principale per lo sviluppo della Malpensa come scalo aeroportuale milanese restava la distanza (45 chilometri) da Milano. Il progetto di collegamento ferroviario diretto, tramite un raccordo tra Cascina Costa e la linea Milano-Domodossola con corse frequenti ed esclusive, resterà ancora solo sulla carta. Anche per questo, nel 1950 il Comune di Milano decide di mantenere agibile l'aeroporto di Linate, e nel 1954 una commissione tecnica concludeva necessario l'ampliamento del Linate Forlanini come polo per i traffici nazionali e a breve raggio, focalizzando invece sulla Malpensa le rotte intercontinentali.
Nel maggio 1955 anche la Provincia di Milano entrò a far parte della compagine societaria e l'assemblea degli azionisti deliberò di modificare la denominazione sociale in Società Esercizi Aeroportuali (SEA) e di trasferire la sede legale da Busto Arsizio a Milano. La gestione di Linate e Malpensa veniva così unificata. Quell'anno Malpensa registrò 4 870 movimenti aerei, 255 126 passeggeri e 3 010 tonnellate di merce. Nel 1957 lo Stato garantiva il consenso alla costruzione della pista di Linate in contemporanea coi lavori per l'ammodernamento di Malpensa, con una concessione trentennale alla SEA che, nel caso di Malpensa, sarebbe stata poi prorogata di altri trent'anni nel 1971 per realizzare l'ampliamento a sud, e di ulteriori trenta nel 1985 per il progetto "Malpensa 2000".
A Malpensa il progetto del prof. Francesco Aimone Jelmoni e dell'architetto Vittorio Gandolfi, entrambi del Politecnico di Milano, prevedeva due piste parallele sull'asse nord-sud, di 2 628 (pista ovest) e 3 915 metri (pista est), con un raccordo di rullaggio e un'aerostazione passeggeri sul piazzale di sosta aeromobili. I lavori presero il via il 19 aprile 1958. Il progetto tuttavia, a causa delle ristrettezze finanziarie della società, fu attuato solo parzialmente. Le due piste, entrambe di 2 600 metri, vennero completate entro dicembre 1958.

### Aeroporto intercontinentale milanese
Dal 1959 entrano in funzione i primi aeroplani civili con propulsione a reazione, dando inizio all'era del getto. Dal giugno 1960 l'Alitalia apre un collegamento Malpensa-New York con quadrigetti DC-8, seguita in novembre dalla TWA con i similari Boeing 707.
Tra l'agosto e il settembre del 1960, in corrispondenza dell'apertura della nuova pista di Linate, tutti i voli nazionali ed europei allora operanti sullo scalo situato nella brughiera gallaratese furono trasferiti all'Aeroporto di Milano-Linate, nonostante le resistenze di Alitalia; Malpensa si ridusse a essere l'aeroporto intercontinentale di Milano e del Nord Italia, con voli per il Nord e Sud America.
I criticati collegamenti con Milano migliorano a partire dal 1962, con l'apertura del raccordo con l'autostrada Milano-Varese, a spese della SEA.
Nel 1965 la pista principale, che con 3’915 metri di lunghezza a quell'epoca risultava essere la più lunga d'Europa, fu dotata di un impianto luminoso di avvicinamento Calvert e di un sistema per l'atterraggio strumentale (ILS) di categoria II; successivamente l'aeroporto è stato dotato su entrambe le piste di sistema per l'atterraggio strumentale di categoria III. L'aerostazione originaria, costruita tra il 1958 e il 1962 e progettata dall'architetto Vittorio Gandolfi, è stata negli anni più volte sviluppata e corrisponde sostanzialmente al Terminal 2.

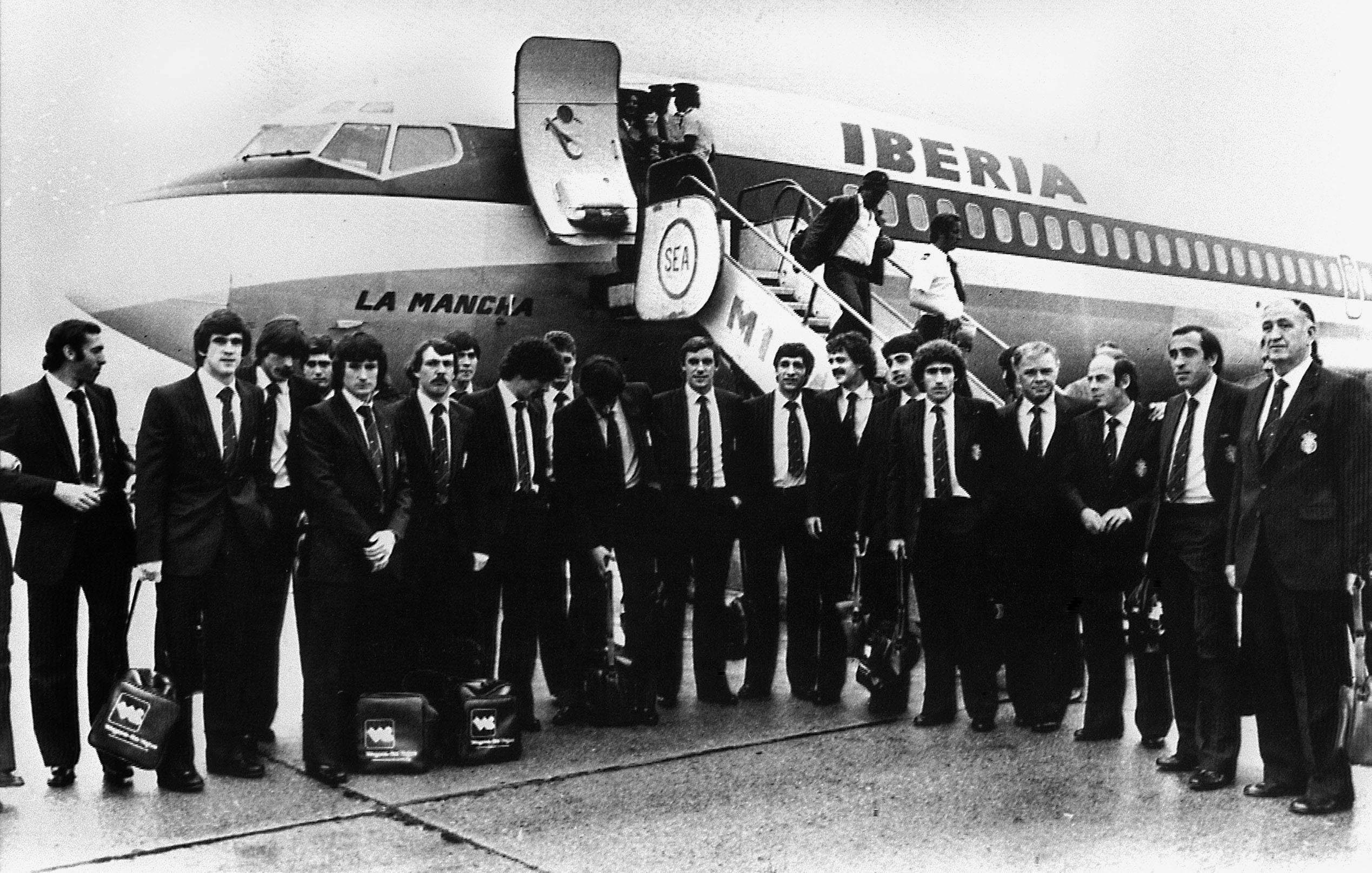
La nazionale spagnola di calcio a Malpensa nel 1980

Durante gli anni sessanta si sviluppa una tensione costante tra i partner tecnici - SEA e Alitalia - e il fronte politico, a livello nazionale quanto locale, circa i programmi di espansione dell'aeroporto. Vari progetti vennero redatti negli anni 1970. La decisione finale, dietro spinta di Alitalia, fu che Malpensa dovesse porsi come alternativa ai maggiori aeroporti intercontinentali europei (Parigi, Francoforte, Zurigo, Londra). La "Mega Malpensa" viene prevista dalla legge n. 420/1971, e il piano regolatore generale viene approvato con il Decreto ministeriale n. 350/22 del 24 giugno 1972, considerato dai critici "un progetto faraonico incompatibile con il territorio e con l'ambiente".
Nel luglio 1970 Malpensa accoglie il primo wide body Boeing 747 (Jumbo jet) dell'Alitalia, utilizzato sulla rotta del Nord Atlantico. La crescita del mercato delle rotte nordamericane con l'arrivo di altre compagnie mise presto in difficoltà la ricettività dell'aeroporto. La situazione divenne ancora più critica verso la fine degli anni 1980 con l'arrivo di altri vettori - la Pan Am e la United Airlines, e poi anche la Delta Air Lines, la Japan Airlines e la South African Airways - e con l'apertura delle rotte verso la costa del Pacifico. Per farvi fronte venne costruito un nuovo edificio per le partenze, lasciando l'aerostazione, ristrutturata, ai soli arrivi.

### Malpensa 2000

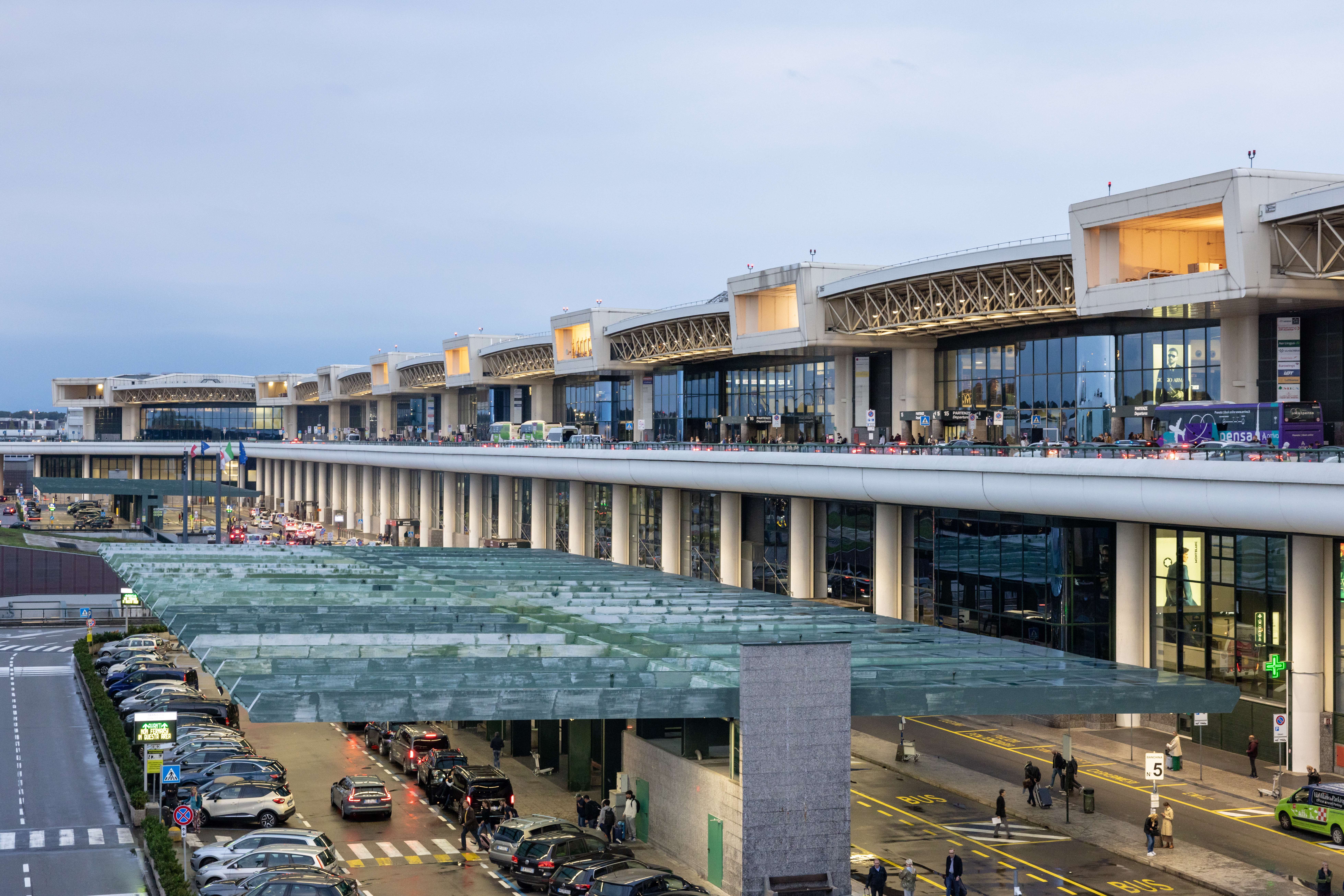
Il nuovo Terminal 1, aperto nel 1998

Nel marzo 1980 la Regione Lombardia approva il primo ampliamento di Malpensa. L'anno successivo, in ottobre, la SEA tenta di presentare un nuovo piano regolatore generale che include la costruzione di una terza pista, ma la Regione lo blocca. Il terzo piano regolatore di Malpensa, consegnato dalla Regione ai comuni del consorzio e da questi approvato nel 1984, esclude ogni nuova terza pista.
L'anno successivo, con la legge n. 449/1985, lo Stato dà mandato alla SEA di redigere il nuovo piano regolatore generale aeroportuale di "Malpensa 2000". Il progetto include investimenti per 2 000 miliardi di lire per realizzare le strutture aeroportuali e i necessari collegamenti viari e ferroviari, con l'obiettivo di 400 voli al giorno da alimentare tramite il trasferimento di 20 voli intercontinentali Alitalia da Fiumicino, e di due terzi dei voli internazionali da Linate. Una volta a regime, a Linate sarebbero dovuti restare solo i collegamenti Roma-Milano.
Il ministero dei trasporti si era impegnato a trasferire gradualmente a partire dal 1986 il traffico internazionale da Linate a Malpensa, riservando Linate ai soli voli nazionali. Anche il collegamento ferroviario tra le due aerostazioni e il centro città risultava ormai improrogabile. Il dibattito su questi temi portò infine alla definizione del progetto "Malpensa 2000", con la costruzione di una nuova aerostazione a ovest delle piste (nuovo Terminal 1, inaugurato nel 1999).
Dal dicembre 1994, con decisione del Consiglio UE, Malpensa viene inserita tra i 14 progetti prioritari della rete Trans European Network (TEN), che in base alla Decisione 1692/96/CE sono sottoposti a valutazione di impatto ambientale (VIA).

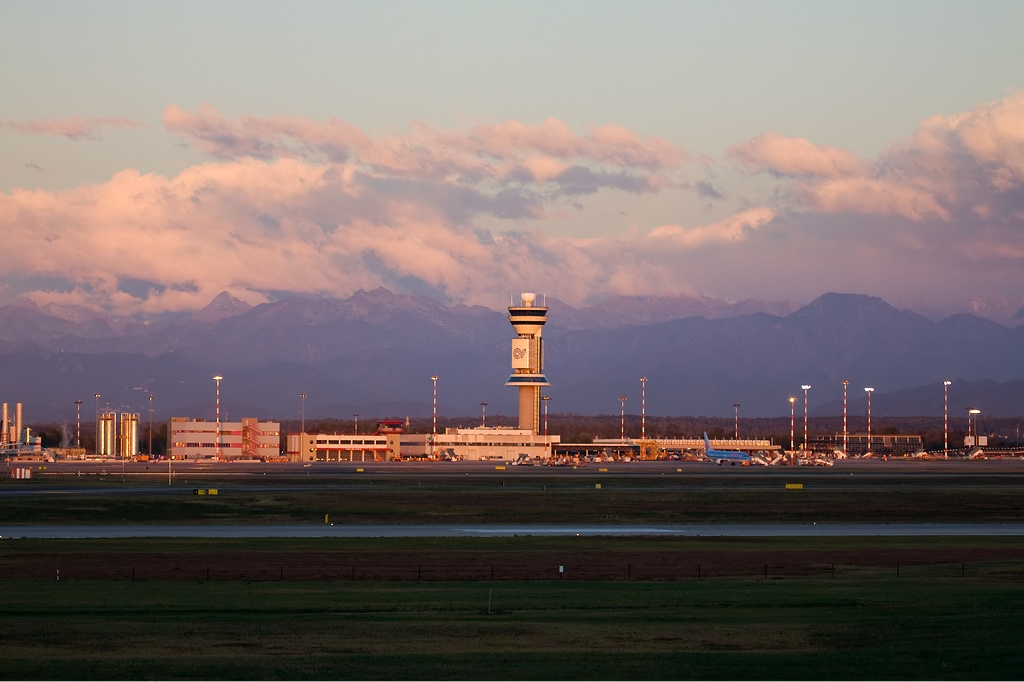
La torre di controllo con le Alpi italiane visibili sullo sfondo

Nell'autunno 1997 il decreto del ministro dei trasporti Burlando, che fissa la data di apertura di Malpensa 2000 al febbraio 1999, avvia una disputa a tre livelli. Nove compagnie aeree (tra cui British Airways e Lufthansa) fanno esposto alla Commissione europea per violazione delle norme sulla concorrenza, per la posizione di favore garantita ad Alitalia, concessionaria unica dei voli Milano-Roma, e quindi dell'aeroporto di Linate. Anche il Comune di Roma, guidato da Francesco Rutelli, si oppone al trasferimento dei voli da Fiumicino, opponendosi a Milano, Lombardia e SEA. Alitalia, intanto, si è impegnata con l'olandese KLM a usare Malpensa come scalo intercontinentale per tutti i voli in code sharing. Il Commissario europeo Neil Kinnock avvia un'indagine, e la Commissione comunica l'illegittimità del decreto Burlando poiché i collegamenti viari e ferroviari tra Milano e Malpensa non sono completati. Il governo Prodi dovrà riscrivere il decreto (Burlando-bis), consentendo alle compagnie straniere di utilizzare ancora Linate fino a un terzo dei voli del 1997. L'Antitrust italiano richiede inoltre che Air One (considerata una piccola compagnia) possa continuare a operare più voli da Linate di quanti consentiti dal decreto.
L'attuazione del decreto Burlando-bis produce un aumento di 12 milioni di passeggeri l'anno del traffico su Malpensa, di fatto oltrepassando immediatamente i limiti massimi previsti dal piano regolatore generale, intesi da raggiungersi progressivamente entro il 2005. La valutazione d'impatto ambientale viene depositata dalla SEA ex post solo il 2 luglio 1999, dopo richiesta del ministero dell'ambiente, e nonostante le resistenze del ministero dei trasporti. Dopo richieste di integrazioni e 70 osservazioni (negative) di cittadini e associazioni, il 25 novembre 1999 il ministero dell'ambiente emette il decreto n. 4231 di valutazione d'impatto ambientale e, nel prendere atto "della situazione di fatto creata dall'apertura al traffico di un aeroporto che, essendo ricompresso nella Trans European Network, non è stato preventivamente valutato nell'ambito di una procedura di VIA conforme ai dettati della Direttiva 85/337/CEE", esprime "giudizio di compatibilità ambientale negativo sull'ulteriore incremento dei voli all'aeroporto di Malpensa, tale progetto di incremento dei voli potrà esser riesaminato a valle dell'attuazione del percorso di minimizzazione sopra individuato". Il 13 dicembre il premier Massimo D'Alema, ritenendo di dirimere un conflitto tra il Ministero dell'Ambiente e quello dei Trasporti, ignora il parere negativo del primo e conferma in un decreto del Consiglio dei Ministri il trasferimento di ulteriori voli da Linate dal 15 dicembre, prescrivendo precisi interventi di mitigazione dei disagi ambientali. Il giorno successivo la Commissaria europea Loyola de Palacio sospende tale trasferimento, ritenendo insufficienti le garanzie a tutela dell'ambiente. Nel marzo 2000, nonostante la mancata attuazione degli interventi previsti dal decreto D'Alema, il ministro dei trasporti Bersani conferma il via libera al trasferimento dei voli da Linate a decorrere dal 20 aprile 2000, nonostante il nuovo parere negativo della Commissione europea.
Malpensa raggiunge il record di 24 milioni di passeggeri nel 2007 - ma secondo gli studi SEA avrebbe capacità fino a 30 milioni. Negli anni successivi, complice la crisi economica e finanziaria, la media si stabilizza attorno ai 18 milioni. Il progetto Malpensa 2000, costato ai bilanci pubblici in totale circa 5 miliardi di euro, ha così aumentato solo di un terzo la portata passeggeri.
Nel 2007 e 2008, a causa della crisi di Alitalia, Malpensa viene abbandonata dai voli passeggeri e cargo della ex compagnia di bandiera, perdendo 8,5 milioni di passeggeri solo per i transiti.

### Il terzo satellite e il restyling per Expo

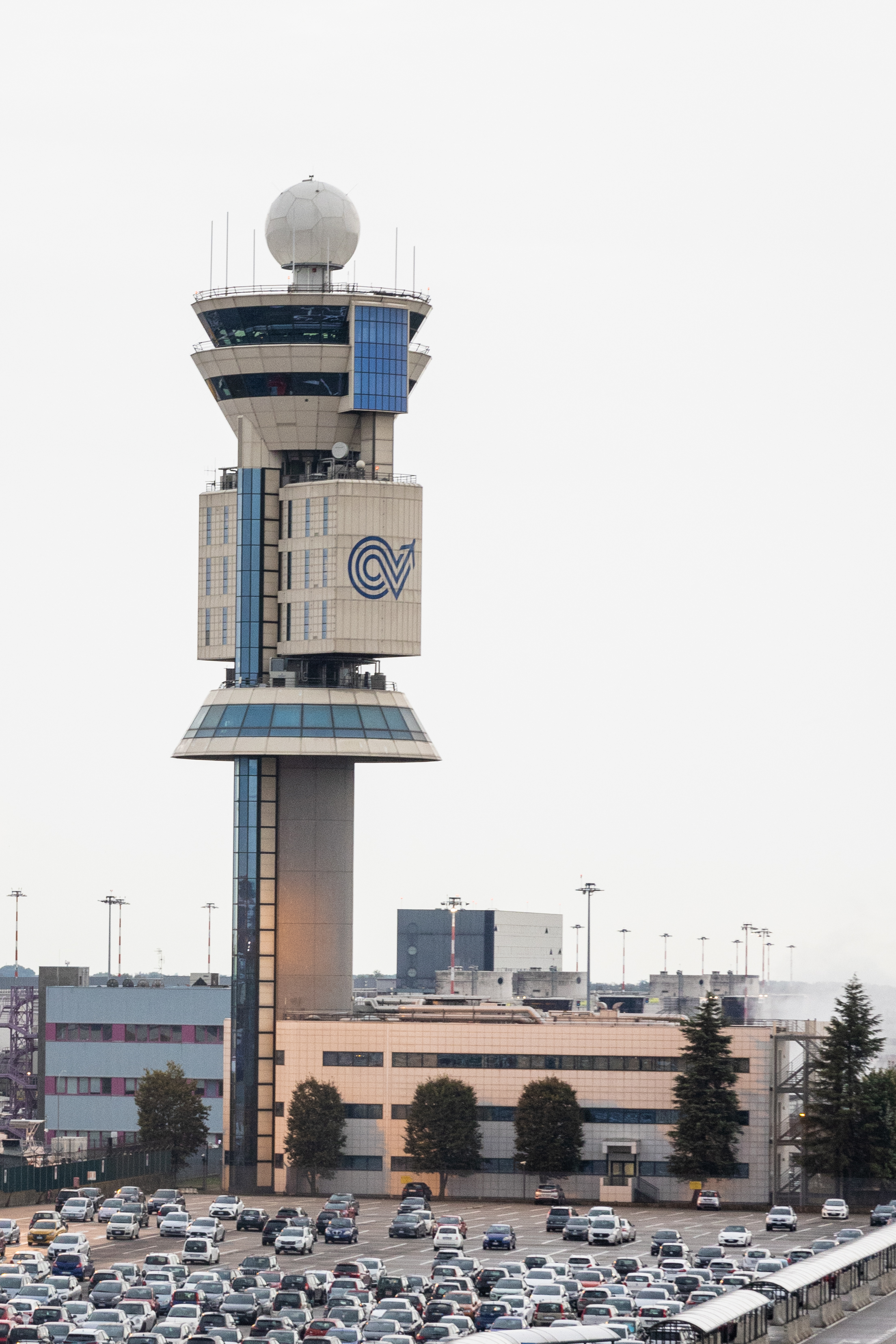
Aeroporto di Milano-Malpensa, torre di controllo ENAV

Il terzo satellite del Terminal 1 viene aperto al pubblico il 13 gennaio 2013. Si completa così la visione di "Malpensa 2000" attivata negli anni 1990 su progetti degli anni 1970 e studi degli anni 1960. Ciò si nota anche dalle soluzioni architetturali adottate: i modelli di aerostazione a “satellite collegato".
Con il nuovo satellite si aggiungono 26 nuovi banchi di check-in che portano il totale a 260 presenti nello scalo. Il satellite dà inoltre la possibilità di 41 nuovi gate, alcuni che permettono l'imbarco simultaneo sui due livelli dell'Airbus A380. Questo satellite, oltre a ospitare le compagnie aeree che effettuano voli con l'A380, accoglie anche i voli dei vettori sensibili, cioè delle compagnie che, a causa della loro nazionalità, sono ritenute più soggette a eventuali atti terroristici e applicano pertanto particolari misure di sicurezza durante tutte le operazioni aeroportuali (ad esempio El Al e Delta). I voli extra-Schengen vengono quindi gestiti dai satelliti B e C.
È stato ultimato nel maggio 2015 il lavoro di ristrutturazione che prevedeva il rifacimento della zona check-in e della zona partenze con la creazione della "piazza del lusso" e del nuovo satellite C in vista di Expo Milano 2015. Il 20 aprile 2015 viene inaugurato il restyling del Terminal 1, firmato dall'architetto Gregorio Caccia Dominioni, un progetto da 18 mesi di lavoro e 30 milioni di euro per preparare Malpensa ad accogliere i visitatori di Expo 2015.
Nel 2015 l'aeroporto ha vinto il premio "Best European Airport" dell'Aci Europe nella categoria 10-25 milioni di passeggeri.

### Sviluppi successivi
Il 21 settembre 2016, con il passaggio di operazioni della compagnia LAN Airlines a TAM Airlines, l'aeroporto diventa il primo in Italia a ospitare l'Airbus A350 XWB (con il volo per San Paolo).
Dal 27 luglio al 27 ottobre 2019 l'aeroporto della Malpensa, oltre al proprio traffico ordinario, ha accolto anche parte dei voli previsti in arrivo e in partenza dall'aeroporto di Linate, chiuso in tale periodo al pubblico e al traffico aereo per lavori di manutenzione e ristrutturazione.
Il Terminal 2 è stato chiuso a causa della pandemia di COVID-19 nel 2020; dopo tre anni di chiusura la SEA ne ha annunciato la riapertura dal 31 maggio 2023.
Nel 2025, l’aeroporto di Malpensa ha registrato un incremento del 18% nelle vendite di beni di lusso nei primi cinque mesi rispetto allo stesso periodo del 2024, trainato dal ritorno del traffico intercontinentale e dall’aumento dei passeggeri internazionali con alta capacità di spesa.

### Intitolazione a Berlusconi e relative polemiche
Nel luglio 2024 l'aeroporto è stato intitolato a Silvio Berlusconi, quattro volte Presidente del Consiglio e imprenditore, per decisione dell'Ente nazionale per l'aviazione civile e del Ministero delle infrastrutture e dei trasporti. La decisione, presa in autonomia dai due enti, ha scatenato diverse polemiche e la contrarietà da parte di alcuni enti locali e sindacati, sia a livello locale che nazionale; tra di essi figurava anche il Comune di Milano, principale azionista di SEA.
Alcuni Comuni si sono dichiarati intenzionati a fare ricorso contro l'intitolazione; tra settembre e ottobre dello stesso anno, le amministrazioni di Cardano al Campo, Milano, Somma Lombardo, Samarate ed altri sei Comuni hanno depositato il ricorso al TAR, che nel novembre successivo ha respinto la richiesta di sospensiva. Il TAR ha anche indicato di voler prendere decisione definitiva sull'intitolazione a gennaio 2026.

### Progetti futuri

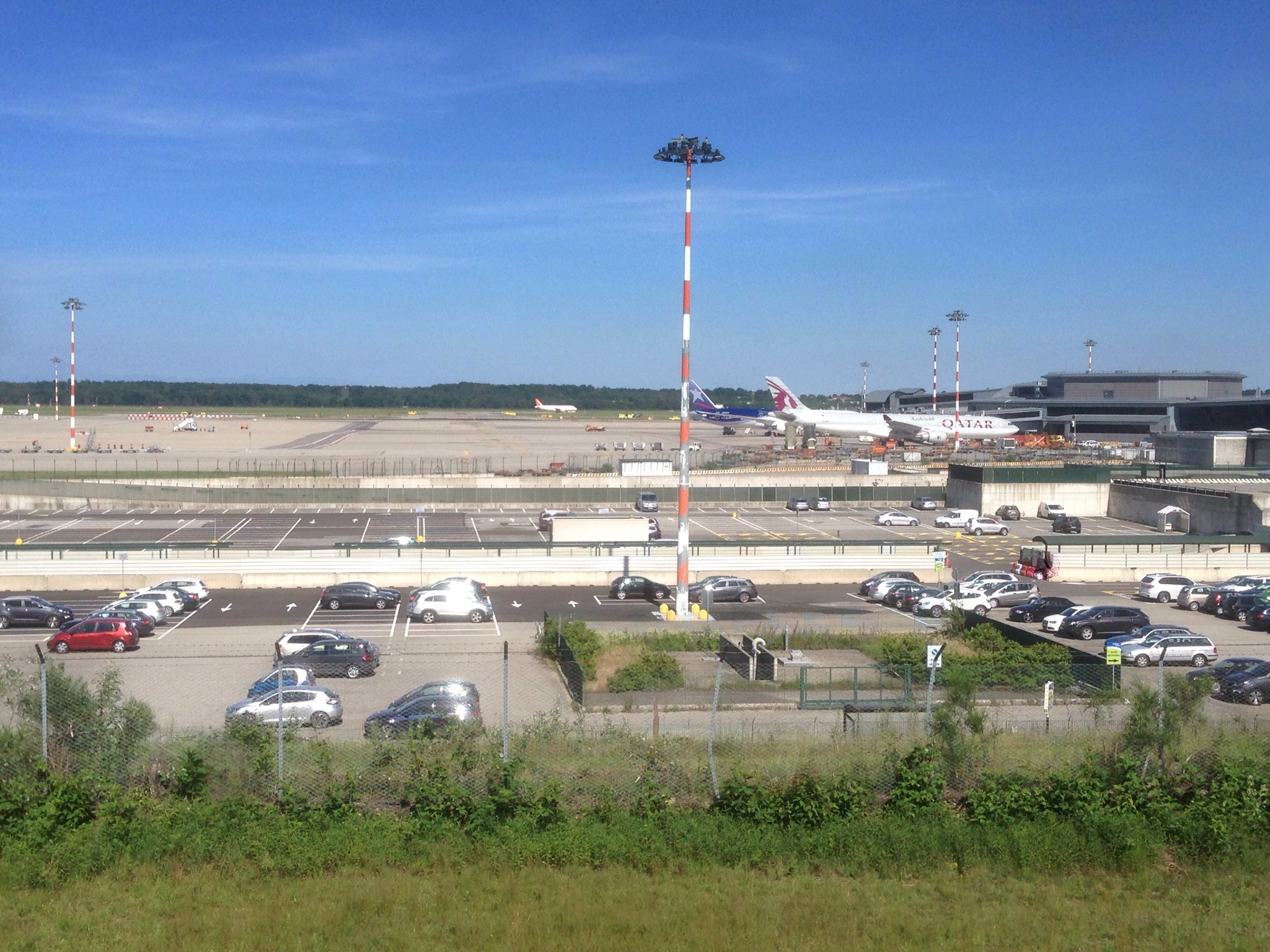
Vista panoramica dell'aeroporto

È presente un masterplan a corta-media-lunga durata che consiste nel rifacimento di una parte della pista 35R, nella costruzione di una terza pista, e nella costruzione di un terminal centrale tra le due piste che permetterà di raddoppiare il traffico passeggeri. Alla fine del 2012 è stato presentato un progetto che prevede la costruzione di una terza pista a sud ovest dell'aeroporto, e di un terminal centrale alle due piste attuale. L'area diboscata equivarrebbe a un terzo delle nuove aree boschive, composte da alberi piantati per sostenere il parco del Ticino. Il progetto è stato ritirato nell'agosto 2014 per essere ritoccato e ripresentato nel 2015. Il costo dell'opera è stato quantificato in oltre 6 miliardi di euro, ripartiti in 1,3 miliardi per l'aeroporto in sé e 5 miliardi di infrastrutture che lo collegano alla rete dei trasporti.
Nel mese di novembre 2015 è stato presentato un nuovo masterplan che prevede l'ampliamento della zona cargo e aumento delle uscite e entrate rapide per le due piste. Il tutto permetterà di aumentare i movimenti orari fino a 76 dall'attuale 63.
Nel 2019 viene presentato il nuovo masterplan Malpensa 2035, con l'obiettivo di potenziare lo scalo a livello europeo. Il piano di sviluppo ha suscitato numerose critiche sul territorio, soprattutto da parte di associazioni ambientaliste, per l'impatto sull'ecosistema locale. Nel 2022 il Ministero dell'Ambiente ha bocciato la Valutazione di Impatto Ambientale, e il governo, che ha approvato il masterplan nell'ottobre 2023, ha imposto la revisione del progetto affinché si trovi un compromesso fra le esigenze di sviluppo e quelle ambientali.

## Operazioni

### Dati tecnici

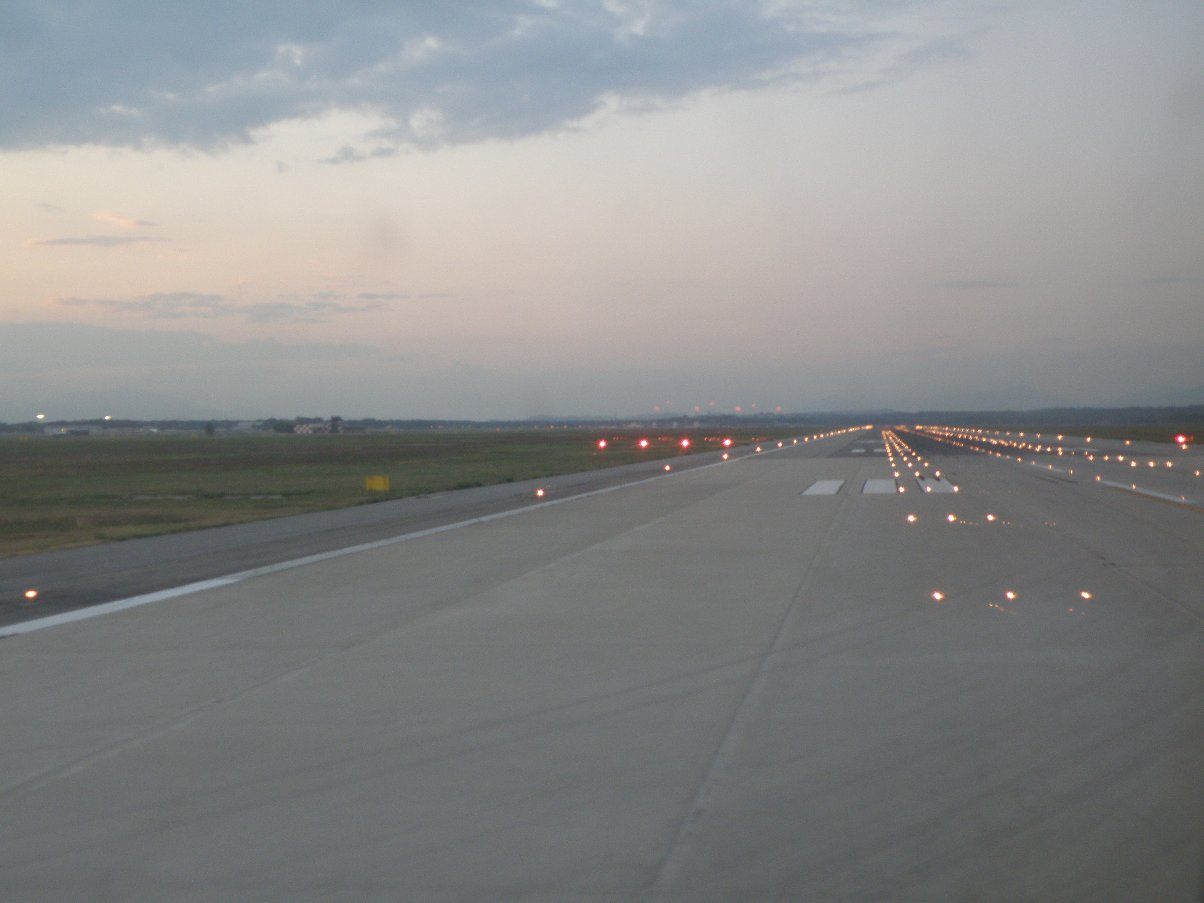
Veduta della pista 35R, utilizzata per il decollo per metà della giornata (shift alle 14:30)

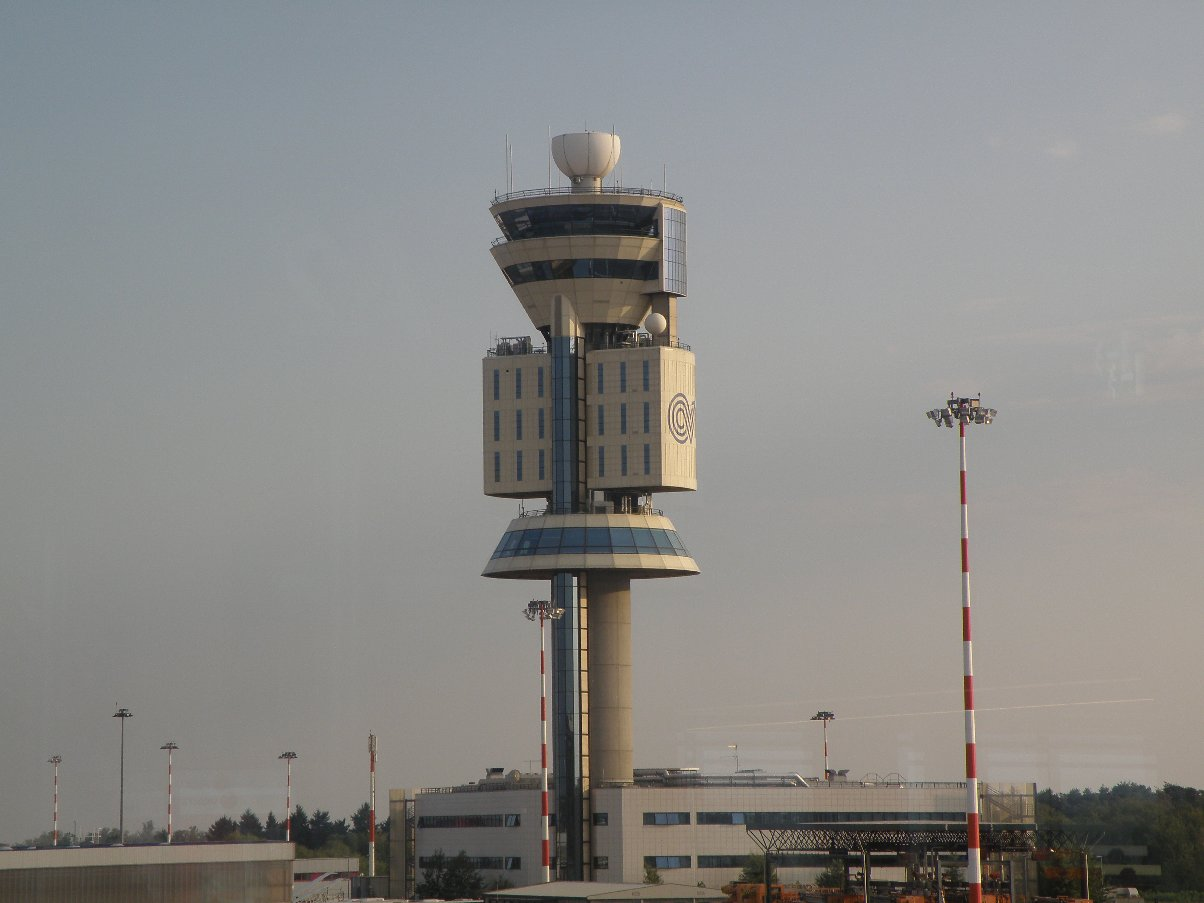
La torre di controllo dell'aeroporto gestita da ENAV

L'aeroporto della Malpensa è dotato di due piste parallele, lunghe entrambe 3.920 metri e larghe 60 (classificazione ICAO 4F), orientate a 346° (o 166°, a seconda della direzione di utilizzo) e distanti tra loro 808 m; la 17L, la 35L e la 35R sono dotate di ILS e tutte hanno il sistema PAPI. Normalmente, durante il giorno, vengono usate le due piste orientate a 346° (alternativamente per le partenze e gli arrivi), mentre le testate 17 sono attive solo in caso di vento particolarmente sfavorevole. Viceversa, durante gli orari notturni, a causa delle procedure anti rumore, viene usata solo la 35L per gli atterraggi e la 17R per i decolli. Ogni terminal è dotato di un proprio piazzale di sosta aeromobili.

### Sicurezza
L'Aeroporto di Milano - Malpensa vanta un primato europeo e mondiale: un'area all'interno del complesso aeroportuale, denominata Area S1, che ha lo scopo di individuare, fermare e trattenere i corrieri della droga che, per sfuggire ai controlli doganali condotti con l'ausilio di cani antidroga, ingeriscono ovuli di droga da espellere in un secondo tempo.
Riguardo alla sicurezza dei voli in fase di decollo e atterraggio, la strumentazione urbanistica comunale contempla le disposizioni del piano di rischio aeroportuale di cui all'art. 707 del codice della navigazione.

## Terminal

Schema dell'aeroporto

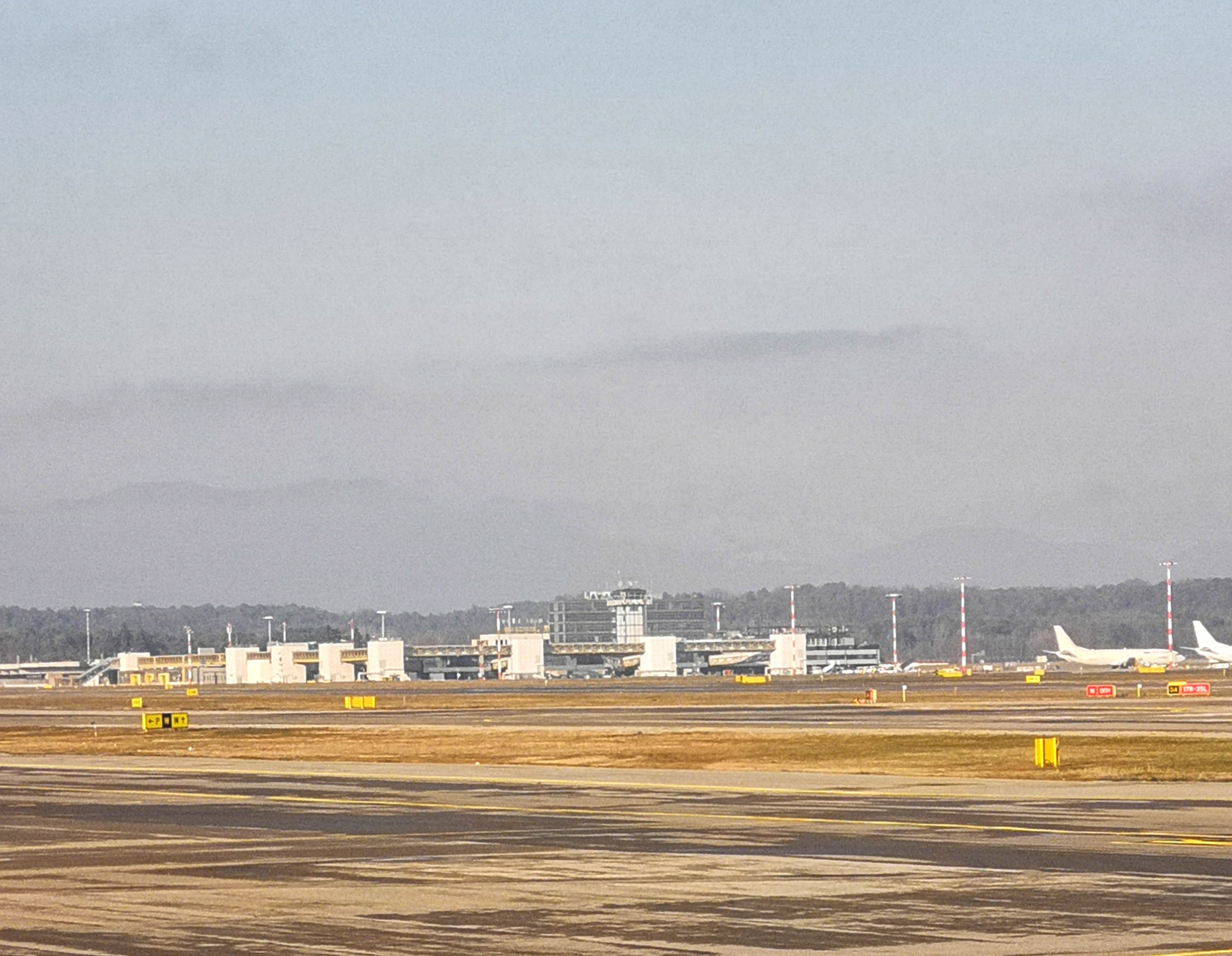
Terminal 2 visto dal terminal 1

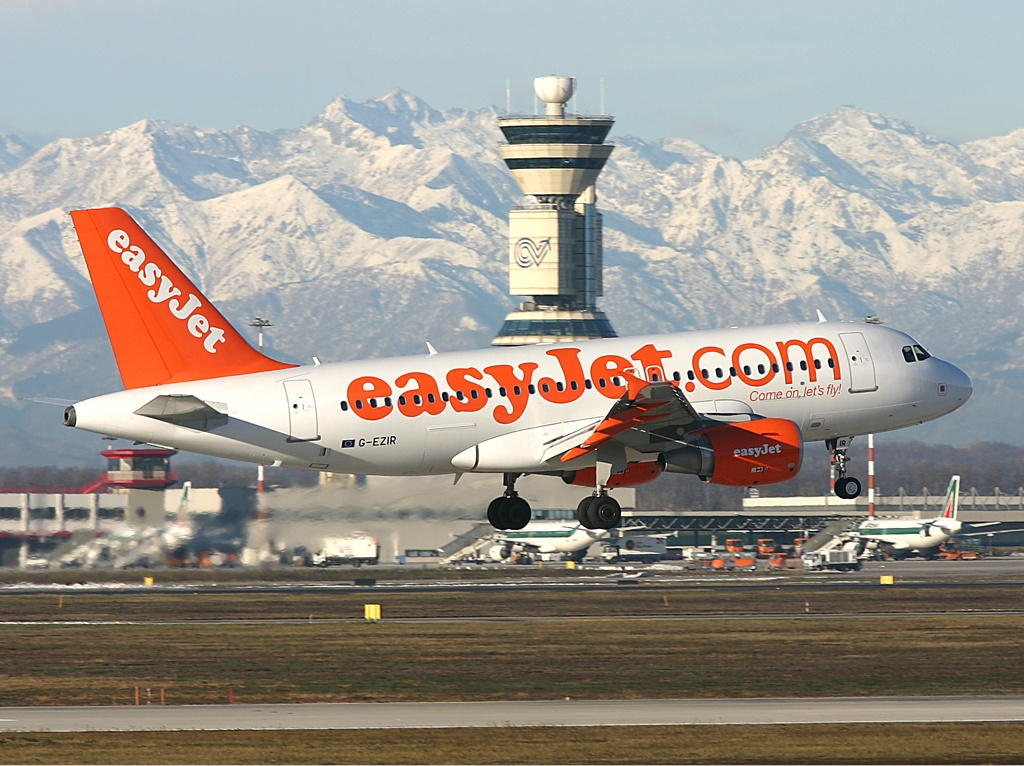
EasyJet Airbus A319 in atterraggio a Malpensa con le Alpi visibili sullo sfondo

| Terminal | Banchi check-in | Nastri ritiro bagagli | Nomi aree d'Imbarco                                                         | Gate totali | Gate a contatto | Note                                                                                     |
| -------- | --------------- | --------------------- | --------------------------------------------------------------------------- | ----------- | --------------- | ---------------------------------------------------------------------------------------- |
| T1       | 103             | 10                    | A1-A10, A24-A26, A32-A39,A50-A53,A55-A57, A59-A61, B1-B10,B18-B33, B50-B59. | 76          | -               | Voli low cost non operati da easyJet, voli nazionali, internazionali e intercontinentali |
| T2       | 44              | 3                     | D1-D5, D18-D2, D7-D16, E22-E29                                              | 36          | -               | Voli low Cost operati da easyJet                                                         |
| TOTALE   | 147             | 13                    |                                                                             | 112         | -               |                                                                                          |

### CargoCity
CargoCity è il nome con cui si indica il terzo terminal dell'aeroporto, dedicato ai voli cargo. Attualmente, lo scalo si conferma il primo in Italia per questa tipologia di traffico. Si stima che nello scalo di Milano-Malpensa passi poco più del 55% delle merci trasportate da e per l'Italia via aereo. Il terminal 3 di Milano Malpensa è anche base di molti vettori cargo conosciuti in tutto il mondo. Nel 2015 è iniziata la costruzione di un vasto magazzino di stoccaggio merci. Oltre a questo, FedEx, compagnia all cargo operante sullo scalo, nell'ottobre 2016 ha inaugurato il suo magazzino di stoccaggio ampliando il network di rotte. Molte compagnie aeree non operano sullo scalo con velivoli passeggeri ma solo con aerei merci. La maggior parte delle compagnie aeree che invece operano un servizio passeggeri operano allo stesso tempo voli cargo ("belly cargo", la merce trasportata nelle stive degli aerei passeggeri).
Ai primi di aprile 2016 la compagnia aerea cargo AeroTransCargo ha iniziato le proprie operazioni a Milano-Malpensa operando 4 Boeing 747-400F Cargo.
Ai primi di novembre 2017 la compagnia DHL ha annunciato un progressivo trasferimento del 90% del voli cargo operati su Milano Bergamo su Milano Malpensa per potenziare lo scalo e renderlo uno dei suoi principali hub europei. La compagnia, al pari di FedEx, sta progettando un nuovo magazzino di prima linea nella area cargo di Malpensa.

## Statistiche
| Posizione | Aeroporto               | Passeggeri |
| --------- | ----------------------- | ---------- |
| 1         | Catania, Sicilia        | 1,255, 902 |
| 2         | Palermo, Sicilia        | 370 939    |
| 3         | Napoli, Campania        | 355 582    |
| 4         | Olbia, Sardegna         | 314 193    |
| 5         | Lamezia Terme, Calabria | 309 080    |
| 6         | Bari, Puglia            | 208 341    |
| 7         | Brindisi, Puglia        | 179 551    |
| 8         | Cagliari, Sardegna      | 178 982    |
| 9         | Comiso, Sicilia         | 120 383    |

| Posizione | Posizione var. 16/17 | Aeroporto                           | Passeggeri | Compagnia/e aerea/e                 |
| --------- | -------------------- | ----------------------------------- | ---------- | ----------------------------------- |
| 1         | 3                    | Parigi-Charles de Gaulle, Francia   | 789 798    | Air France, easyJet                 |
| 2         | 1                    | Barcellona, Spagna                  | 759 243    | easyJet, Vueling                    |
| 3         | 2                    | Amsterdam, Paesi Bassi              | 721 168    | easyJet, KLM, Vueling               |
| 4         | 2                    | Madrid, Spagna                      | 602 492    | Air Europa, easyJet, Iberia         |
| 5         | 2                    | Londra-Gatwick, Regno Unito         | 569 331    | easyJet, Wizz Air                   |
| 6         | 1                    | Lisbona, Portogallo                 | 442 911    | easyJet, TAP Portugal               |
| 7         | 1                    | Monaco di Baviera, Germania         | 415 153    | easyJet, Lufthansa                  |
| 8         | 2                    | Istanbul-Atatürk, Turchia           | 392 078    | Atlasjet, Turkish Airlines          |
| 9         | Stabile              | Mosca-Šeremet'evo, Russia           | 373 473    | Aeroflot                            |
| 10        | 4                    | Bruxelles-National, Belgio          | 367 272    | Brussels Airlines, easyJet, Ryanair |
| 11        | 3                    | Copenaghen, Danimarca               | 357 009    | easyJet, SAS                        |
| 12        | 3                    | Francoforte sul Meno, Germania      | 337 590    | Lufthansa                           |
| 13        | 8                    | Vienna-Schwechat, Austria           | 301 359    | Austrian Airlines                   |
| 14        | Stabile              | Praga-Ruzyně, Repubblica Ceca       | 295 957    | Czech Airlines, easyJet, Wizz Air   |
| 15        | 3                    | Atene-Eleftherios Venizelos, Grecia | 275 259    | Aegean Airlines, easyJet, Wizz Air  |
| 16        | 4                    | Tirana, Albania                     | 266 938    | Blue Panorama Airlines              |
| 17        | 2                    | Londra-Heathrow, Regno Unito        | 244 945    | British Airways                     |
| 18        | 1                    | Ibiza, Spagna                       | 223 590    | easyJet, Vueling, Neos              |
| 19        | 3                    | Londra Stansted, Regno Unito        | 223 266    | Ryanair                             |
| 20        | 2                    | Budapest-Ferihegy, Ungheria         | 223 131    | Wizz Air                            |
| 21        | 1                    | Zurigo, Svizzera                    | 216 711    | Swiss International Air Lines       |
| 22        | 4                    | Düsseldorf, Germania                | 190 029    | Eurowings, Germanwings              |
| 23        | Stabile              | Berlino-Schönefeld, Germania        | 185 510    | easyJet                             |
| 24        | Stabile              | Helsinki-Vantaa, Finlandia          | 182 659    | Finnair                             |
| 25        | 3                    | Amburgo-Fuhlsbüttel, Germania       | 173 858    | easyJet, Eurowings, Germanwings     |
| 26        | 4                    | Manchester, Regno Unito             | 172 259    | easyJet                             |
| 27        | 1                    | Londra-Luton, Regno Unito           | 165 597    | easyJet                             |
| 28        | 6                    | Parigi Orly, Francia                | 161 437    | Vueling                             |
| 29        | 4                    | Edimburgo, Regno Unito              | 157 693    | easyJet                             |
| 30        | 1                    | Stoccarda, Germania                 | 155 696    | easyJet, Germanwings                |
| 31        | 4                    | Malaga, Spagna                      | 154 702    | easyJet, Vueling                    |
| 32        | 1                    | Lussemburgo, Lussemburgo            | 151 994    | easyJet, Luxair                     |
| 33        | Stabile              | Varsavia-Chopin, Polonia            | 132 063    | LOT Polish Airlines                 |
| 34        | 13                   | Sofia, Bulgaria                     | 123 974    | Bulgaria Air, Ryanair               |
| 35        | 6                    | Oslo-Gardermoen, Norvegia           | 115 007    | Norwegian Air Shuttle, SAS          |
| 36        | 2                    | Palma di Maiorca, Spagna            | 114 495    | easyJet, Vueling, Neos              |
| 37        | 1                    | Bucarest-Henri Coandă, Romania      | 114 185    | Ryanair                             |
| 38        | 1                    | Colonia-Bonn, Germania              | 108 182    | Eurowings, Germanwings              |
| 39        | 7                    | Kiev-Boryspil', Ucraina             | 107 755    | Ukraine International Airlines      |
| 40        | Aumento              | Stoccolma, Svezia                   | 103 038    | easyJet, SAS                        |
| 41        | 1                    | Mykonos, Grecia                     | 97 104     | easyJet, Neos                       |
| 42        | Stabile              | San Pietroburgo-Pulkovo, Russia     | 88 838     | Rossija Airlines                    |
| 43        | 1                    | Minorca, Spagna                     | 87 604     | easyJet, Neos                       |
| 44        | 7                    | Birmingham, Regno Unito             | 85 304     | Flybe(compagnia chiusa)             |
| 45        | Aumento              | Porto, Portogallo                   | 82 437     | Ryanair                             |
| 46        | Aumento              | Nantes, Francia                     | 80 812     | easyJet, HOP!                       |
| 47        | 4                    | Tenerife-Sud, Spagna                | 79 816     | easyJet, Neos                       |
| 48        | 2                    | Bordeaux Mérignac, Francia          | 72 104     | easyJet                             |
| 50        | Aumento              | Fuerteventura, Spagna               | 63 487     | easyJet                             |
| 51        | 16                   | Istanbul-Sabiha Gökçen, Turchia     | 69 078     | Pegasus Airlines, Turkish Airlines  |
| 52        | Stabile              | Riga, Lettonia                      | 62 667     | airBaltic                           |
| 53        | 4                    | Dublino, Irlanda                    | 62 640     | Aer Lingus, Ryanair                 |
| 54        | 9                    | Heraklion, Grecia                   | 58 278     | Aegean Airlines, easyJet, Neos      |
| 55        | 3                    | Siviglia, Spagna                    | 54 538     | Ryanair                             |
| 56        | 6                    | Lione Saint Exupéry, Francia        | 54 087     | HOP!                                |
| 57        | Aumento              | Tolosa, Francia                     | 53 832     | easyJet                             |
| 58        | Aumento              | Rodi, Grecia                        | 52 085     | Neos                                |
| 59        | Aumento              | Lanzarote, Spagna                   | 51 885     | easyJet                             |

| Posizione | Posizione var. 16/17 | Aeroporto                             | Passeggeri | Compagnia/e aerea/e                                       |
| --------- | -------------------- | ------------------------------------- | ---------- | --------------------------------------------------------- |
| 1         | Stabile              | New York-John F. Kennedy, Stati Uniti | 686 891    | ITA airways, American Airlines, Delta Air Lines, Emirates |
| 2         | Stabile              | Dubai, Emirati Arabi Uniti            | 660 807    | Emirates                                                  |
| 3         | Stabile              | Doha, Qatar                           | 315 078    | Qatar Airways                                             |
| 4         | 1                    | Tel Aviv-Ben-Gurion, Israele          | 277 830    | El Al, Neos, Wizz Air                                     |
| 5         | 1                    | Abu Dhabi, Emirati Arabi Uniti        | 220 537    | Etihad Airways                                            |
| 6         | 1                    | Il Cairo, Egitto                      | 207 253    | EgyptAir                                                  |
| 7         | 1                    | Hong Kong, Hong Kong, Cina            | 175 862    | Cathay Pacific                                            |
|           |                      |                                       |            |                                                           |
| 9         | Stabile              | Mascate, Oman                         | 151 415    | Oman Air                                                  |
| 10        | 1                    | Shanghai-Pudong, Cina                 | 143 179    | Air China                                                 |
| 11        | 1                    | Casablanca, Marocco                   | 132 728    | Royal Air Maroc                                           |
| 12        | 4                    | New York-Newark, Stati Uniti          | 131 803    | United Airlines                                           |
| 13        | 1                    | Miami, Stati Uniti                    | 128 719    | American Airlines                                         |
| 14        | 4                    | Tokyo-Narita, Giappone                | 128 117    | ANA                                                       |
| 15        | Stabile              | Tunisi-Cartagine, Tunisia             | 111 071    | Tunisair                                                  |
| 16        | 2                    | Pechino-Capitale, Cina                | 103 258    | Air China                                                 |
| 17        | 1                    | Singapore-Changi, Singapore           | 100 953    | Singapore Airlines                                        |
| 18        | 1                    | Bangkok Suvarnabhumi, Thailandia      | 99 367     | Thai Airways                                              |
| 19        | 2                    | L'Avana, Cuba                         | 97 956     | Blue Panorama Airlines, Neos                              |
| 20        | 1                    | Delhi-Indira Gandhi, India            | 83 138     | Air India                                                 |
| 21        | 2                    | Marrakech-Menara, Marocco             | 82 865     | easyJet                                                   |
| 22        | 1                    | Seul-Incheon, Corea del Sud           | 66 794     | Korean Air                                                |
| 23        | 1                    | Teheran-Khomeini, Iran                | 62 055     | Iran Air, Mahan Air                                       |
| 24        | 1                    | Toronto Pearson, Canada               | 59 847     | Air Canada                                                |
| 25        | Stabile              | Marsa Alam, Egitto                    | 57 455     | Blue Panorama Neos                                        |

### Traffico merci
Nell'anno 2006 l'Aeroporto di Milano-Malpensa ha gestito merci per 419 128 tonnellate, ponendosi al primo posto con una quota pari al 43,592%, sul totale delle merci gestite a livello nazionale. A lavori ultimati, la capacità totale di trattamento delle merci sarà di oltre 500 000 tonnellate annue e consentirà di sviluppare ulteriormente i volumi dell'attività cargo dell'aeroporto.
Nel 2007 lo scalo ha gestito merci per 486 666 tonnellate, con un incremento del 16,1% rispetto all'anno precedente.
Si stima che nel 2012 siano transitate in Italia 894 112 tonnellate di merci delle quali, il 48%, ovvero 414 317 tonnellate sono transitate nel solo scalo di Malpensa. Nel 2015 Malpensa ha superato le 500 000 tonnellate di merci gestite, raggiungendo le 501 000 tonnellate con un incremento dell'8,8% rispetto al 2014. Anche nel 2019 Malpensa si conferma il primo aeroporto d'Italia per il traffico merci: il 56% delle merci totali movimentate in Italia sono transitate da questo aeroporto.

### Statistiche generali
| Anno | Movimenti | Variazione % | Passeggeri | Variazione % | Cargo (tonnellate) | Variazione % | Note                                                         |
| ---- | --------- | ------------ | ---------- | ------------ | ------------------ | ------------ | ------------------------------------------------------------ |
| 2000 | 249 107   | 13,3         | 20 716 815 | 22,1         | 301 045            | 4,6          |                                                              |
| 2001 | 236 409   | 5,1          | 18 570 494 | 10,4         | 323 707            | 7,5          |                                                              |
| 2002 | 214 886   | 9,1          | 17 441 250 | 6,1          | 328 241            | 1,4          |                                                              |
| 2003 | 213 554   | 0,6          | 17 621 585 | 1            | 362 587            | 10,5         |                                                              |
| 2004 | 218 048   | 2,1          | 18 554 874 | 5,3          | 361 237            | 13,1         |                                                              |
| 2005 | 227 718   | 4,4          | 19 630 514 | 5,8          | 384 752            | 6,5          |                                                              |
| 2006 | 247 456   | 8,7          | 21 767 267 | 10,9         | 419 128            | 8,9          |                                                              |
| 2007 | 267 941   | 8,3          | 23 885 391 | 9,7          | 486 666            | 16,1         |                                                              |
| 2008 | 218 476   | 18,5         | 19 221 632 | 19,5         | 415 952            | 14,5         |                                                              |
| 2009 | 187 551   | 14,2         | 17 551 635 | 8,7          | 344 047            | 17,3         |                                                              |
| 2010 | 193 771   | 3,3          | 18 947 808 | 8            | 432 674            | 25,8         |                                                              |
| 2011 | 190 838   | 1,5          | 19 303 131 | 1,8          | 450 446            | 4,1          |                                                              |
| 2012 | 174 892   | 8,4          | 18 537 301 | 4            | 414 317            | 8            |                                                              |
| 2013 | 164 745   | 5,8          | 17 995 075 | 3,1          | 430 343            | 3,9          |                                                              |
| 2014 | 166 509   | 1,2          | 18 851 238 | 5            | 469 657            | 9,1          |                                                              |
| 2015 | 160 484   | 3,8          | 18 582 043 | 1,4          | 511 191            | 8,8          | Expo 2015                                                    |
| 2016 | 166 842   | 4            | 19 420 690 | 4,5          | 548 767            | 7,4          |                                                              |
| 2017 | 178 953   | 7,3          | 22 169 167 | 14,2         | 589 719            | 7,5          |                                                              |
| 2018 | 194 515   | 8,7          | 24 725 490 | 11,5         | 572 774,8          | 2,9          |                                                              |
| 2019 | 234 054   | 20,3         | 28 846 299 | 16,7         | 558 481,48         | 2,5          | Trasferite le attività operative da Linate dal 27/7 al 25/10 |
| 2020 | 92 432    | 60,5         | 7 241 766  | 74,9         | 516 739,64         | 7,5          | Pandemia di COVID-19                                         |
| 2021 | 118 341   | 28           | 9 622 464  | 32,9         | 747 241,7          | 44,6         |                                                              |
| 2022 | 186 626   | 57,7         | 21 347 652 | 121,9        | 721 254,5          | 3,5          |                                                              |
| 2023 | 201 958   | 8,2          | 26 076 714 | 22,2         | 671 908            | 6,8          |                                                              |

Questo grafico non è disponibile a causa di un problema tecnico.
Si prega di non rimuoverlo.
Vedi la query Wikidata di origine.
Statistiche mensili di traffico passeggeri
|                     | 2018       | 2019       | 2020      | 2021      | 2022       | 2023       | 2024      | 2025 |
| ------------------- | ---------- | ---------- | --------- | --------- | ---------- | ---------- | --------- | ---- |
| Gennaio             | 1.603.112  | 1.756.698  | 1.918.629 | 225.596   | 820.553    | 1.593.583  | 1.745.343 |      |
| Febbraio            | 1.543.260  | 1.708.522  | 1.646.719 | 202.608   | 952.741    | 1.624.443  | 1.836.514 |      |
| Marzo               | 1.867.258  | 2.081.631  | 245.915   | 247.697   | 1.370.854  | 1.909.089  | 2.159.180 |      |
| Aprile              | 2.049.715  | 2.243.465  | 18.312    | 280.075   | 1.748.903  | 2.125.760  | 2.353.277 |      |
| Maggio              | 2.068.406  | 2.257.510  | 42.011    | 407.788   | 1.934.266  | 2.204.126  | 2.440.004 |      |
| Giugno              | 2.257.743  | 2.505.659  | 199.944   | 756.230   | 2.156.602  | 2.401.513  | 2.587.203 |      |
| Luglio              | 2.521.393  | 2.823.229  | 773.860   | 1.227.357 | 2.316.299  | 2.696.658  | 2.852.408 |      |
| Agosto              | 2.532.619  | 3.380.590  | 861.533   | 1.465.334 | 2.392.593  | 2.746.772  | 2.919.335 |      |
| Settembre           | 2.395.119  | 3.200.079  | 678.861   | 1.296.425 | 2.309.712  | 2.584.544  | 2.826.173 |      |
| Ottobre             | 2.174.367  | 2.855.396  | 478.165   | 1.198.129 | 2.092.519  | 2.407.257  | 2.726.425 |      |
| Novembre            | 1.821.078  | 1.962.790  | 162.675   | 1.148.931 | 1.574.538  | 1.820.375  | 2.172.011 |      |
| Dicembre            | 1.891.420  | 2.069.806  | 215.142   | 1.166.294 | 1.678.548  | 1.962.594  |           |      |
| TOTALE              | 24.725.490 | 28.846.299 | 7.241.766 | 9.622.464 | 21.347.652 | 26.076.714 |           |      |
| Fonte: Assaeroporti |            |            |           |           |            |            |           |      |

## Trasporti e collegamenti
Entrambi i terminal dell'aeroporto di Malpensa sono serviti da stazioni ferroviarie poste sulla linea ferroviaria per Busto Arsizio.
L'aeroporto è collegato a Milano da un servizio ferroviario dedicato chiamato Malpensa Express, operato da Trenord ed accessibile a tariffa dedicata, che collega la stazione del Terminal 2 alle stazioni di Milano Cadorna e Milano Centrale, effettuando fermata anche nelle stazioni di Milano Bovisa Politecnico e Milano Porta Garibaldi; tutte le corse con capolinea a Cadorna e la metà di quelle con capolinea a Milano Centrale fermano solamente, oltre che nelle stazioni milanesi, a Busto Arsizio Nord e Saronno, mentre le rimanenti corse con capolinea a Milano Centrale fermano in tutte le stazioni; il servizio complessivo verso Milano è quindi dotato di treni cadenzati ogni 15 minuti circa. I tempi di percorrenza sono di 47 minuti per le corse da e per Milano Cadorna, di 57 minuti per le corse da e per Milano Centrale che non fermano in tutte le stazioni e e di 1 ora per le corse da e per Milano Centrale che effettuano tutte le fermate.
L'aeroporto è inoltre servito dalla linea S50 della rete celere ticinese, che collega lo scalo con Varese, Mendrisio (Canton Ticino) e Bellinzona.
L'aeroporto è collegato alla stazione di Milano Centrale anche tramite un servizio di pullman di linea (tempo di percorrenza dai 45 ai 60 minuti a seconda del traffico). L'aeroporto è collegato con l'Aeroporto di Milano-Linate e con l'Aeroporto di Bergamo-Orio al Serio tramite pullman di linea extraurbani; servizi dedicati lo collegano anche con le principali città del nord Italia e con il Canton Ticino (Lugano e Mendrisio).
Dal punto di vista stradale l'aeroporto è collegato tramite la superstrada SS 336/SS 336 dir "dell'Aeroporto della Malpensa", che connette lo svincolo di Busto Arsizio dell'autostrada A8 ed il comune di Magenta incrociando l'autostrada A4 allo svincolo di Marcallo-Mesero. All'altezza di Busto Arsizio avviene anche la connessione con l'Autostrada Pedemontana Lombarda A36 che permette il collegamento con l'area del Comasco, la Brianza e una volta completata permetterà il collegamento con la città di Bergamo.
Per chi arriva in automobile, ci sono aree di consegna e di recupero delle auto nei parcheggi di breve e lunga sosta di entrambi i Terminal. Nei parcheggi ufficiali, sono disponibili 11 000 posti auto al T1 e 6 700 al T2.
L'aeroporto offre anche un servizio di car sharing, che permette la consegna e il recupero di auto degli operatori in apposite aree di parcheggio dedicate.

### Autobus
Malpensa è collegato a Milano e a diverse località del Nord Italia tramite i seguenti operatori:
- Malpensa Shuttle (Air Pullman): corse ogni 30 minuti tra Terminal 1‑2 e Milano Centrale, Milano Cadorna, Busto Arsizio Nord e Fiera Milano City.[34]

- Malpensa Airport Bus Express (Autostradale): partenze ogni 30 minuti per Milano Centrale, Milano Linate e Fiera Milano City.[35]

- Terravision: servizio navetta da/per Milano Centrale, corse ogni 20–45 minuti.

- Flibco: fornisce navette dirette giornaliere da Torino e Novara a Malpensa.[36][37]